# Skøjteløbning i Fredericia II
Skøjteløbning i Fredericia II er en dansk dokumentarisk filmoptagelse fra 1907 foretaget af Peter Elfelt.